# Gran Premi d'Itàlia del 2008
La cursa del Gran Premi d'Itàlia de Fórmula 1 ha estat la catorzena cursa de la temporada 2008 i s'ha disputat al Circuit de Monza el 14 de setembre del 2008.

## Qualificació per la graella
| Pos | No | Pilot                | Constructor           | Part 1   | Part 2   | Part 3   | Pos. final |
| --- | -- | -------------------- | --------------------- | -------- | -------- | -------- | ---------- |
| 1   | 15 | Sebastian Vettel     | Toro Rosso - Ferrari  | 1:35.464 | 1:35.837 | 1:37.555 | 1          |
| 2   | 23 | Heikki Kovalainen    | McLaren - Mercedes    | 1:35.214 | 1:35.843 | 1:37.631 | 2          |
| 3   | 10 | Mark Webber          | Red Bull - Renault    | 1:36.001 | 1:36.306 | 1:38.117 | 3          |
| 4   | 14 | Sébastien Bourdais   | Toro Rosso - Ferrari  | 1:35.543 | 1:36.175 | 1:38.445 | 4          |
| 5   | 7  | Nico Rosberg         | Williams - Toyota     | 1:35.485 | 1:35.898 | 1:38.767 | 5          |
| 6   | 2  | Felipe Massa         | Ferrari               | 1:35.536 | 1:36.676 | 1:38.894 | 6          |
| 7   | 11 | Jarno Trulli         | Toyota                | 1:35.906 | 1:36.008 | 1:39.152 | 7          |
| 8   | 5  | Fernando Alonso      | Renault               | 1:36.297 | 1:36.518 | 1:39.751 | 8          |
| 9   | 12 | Timo Glock           | Toyota                | 1:35.737 | 1:36.525 | 1:39.787 | 9          |
| 10  | 3  | Nick Heidfeld        | BMW Sauber            | 1:35.709 | 1:36.626 | 1:39.906 | 10         |
| 11  | 4  | Robert Kubica        | BMW Sauber            | 1:35.553 | 1:36.697 |          | 11         |
| 12  | 21 | Giancarlo Fisichella | Force India - Ferrari | 1:36.280 | 1:36.698 |          | 12         |
| 13  | 9  | David Coulthard      | Red Bull - Renault    | 1:36.485 | 1:37.284 |          | 13         |
| 14  | 1  | Kimi Räikkönen       | Ferrari               | 1:35.965 | 1:37.522 |          | 14         |
| 15  | 22 | Lewis Hamilton       | McLaren - Mercedes    | 1:35.394 | 1:39.265 |          | 15         |
| 16  | 17 | Rubens Barrichello   | Honda                 | 1:36.510 |          |          | 16         |
| 17  | 6  | Nelson Piquet Jr.    | Renault               | 1:36.630 |          |          | 17         |
| 18  | 8  | Kazuki Nakajima      | Williams - Toyota     | 1:36.653 |          |          | 18         |
| 19  | 16 | Jenson Button        | Honda                 | 1:37.006 |          |          | 19         |
| 20  | 20 | Adrian Sutil         | Force India - Ferrari | 1:37.417 |          |          | 20         |

## Cursa
| Pos | No | Pilot                | Constructor           | Voltes | Temps / Retirada | Graella | Punts |
| --- | -- | -------------------- | --------------------- | ------ | ---------------- | ------- | ----- |
| 1   | 15 | Sebastian Vettel     | Toro Rosso - Ferrari  | 53     | 1: 26: 47. 494   | 1       | 10    |
| 2   | 23 | Heikki Kovalainen    | McLaren - Mercedes    | 53     | + 12.512 s       | 2       | 8     |
| 3   | 4  | Robert Kubica        | BMW Sauber            | 53     | + 20.471 s       | 11      | 6     |
| 4   | 5  | Fernando Alonso      | Renault               | 53     | + 23.903 s       | 8       | 5     |
| 5   | 3  | Nick Heidfeld        | BMW Sauber            | 53     | + 27.748 s       | 10      | 4     |
| 6   | 2  | Felipe Massa         | Ferrari               | 53     | + 28.816 s       | 6       | 3     |
| 7   | 22 | Lewis Hamilton       | McLaren - Mercedes    | 53     | + 29.912 s       | 15      | 2     |
| 8   | 10 | Mark Webber          | Red Bull - Renault    | 53     | + 32.048 s       | 3       | 1     |
| 9   | 1  | Kimi Räikkönen       | Ferrari               | 53     | + 39.468 s       | 14      |       |
| 10  | 6  | Nelson Piquet Jr.    | Renault               | 53     | + 54.445 s       | 17      |       |
| 11  | 12 | Timo Glock           | Toyota                | 53     | + 58.888 s       | 9       |       |
| 12  | 8  | Kazuki Nakajima      | Williams - Toyota     | 53     | + 1:02.015 min.  | 18      |       |
| 13  | 11 | Jarno Trulli         | Toyota                | 53     | + 1:05.954 min.  | 7       |       |
| 14  | 7  | Nico Rosberg         | Williams - Toyota     | 53     | + 1:08.635 min.  | 5       |       |
| 15  | 16 | Jenson Button        | Honda                 | 53     | + 1:13.370 min.  | 19      |       |
| 16  | 9  | David Coulthard      | Red Bull - Renault    | 52     | + 1 Volta        | 13      |       |
| 17  | 17 | Rubens Barrichello   | Honda                 | 52     | + 1 Volta        | 16      |       |
| 18  | 14 | Sébastien Bourdais   | Toro Rosso - Ferrari  | 52     | + 1 Volta        | 4       |       |
| 19  | 20 | Adrian Sutil         | Force India - Ferrari | 51     | + 2 Voltes       | 20      |       |
| Ret | 21 | Giancarlo Fisichella | Force India - Ferrari | 11     | Accident         | 12      |       |

- És la primera victòria per Sebastian Vettel, que es converteix amb el pilot més jove en aconseguir una victòria a la F1.

- És la primera pole per Sebastian Vettel, que es converteix amb el pilot més jove en aconseguir una pole a la F1.

- És la primera victòria de la història per l'escuderia Toro Rosso.

## Altres
- Volta ràpida: Kimi Räikkönen 1'28.047 (Volta 53)

- Pole: Sebastian Vettel 1: 37. 555

| Anterior G.P.: Gran Premi de Bèlgica del 2008 | FIA 2008 Fórmula 1 Campionat mundial | Següent G.P.: Gran Premi de Singapur del 2008 |
| Anterior G.P.: Gran Premi d'Itàlia del 2007   | Gran Premi d'Itàlia                  | Següent G.P.: Gran Premi d'Itàlia del 2009    |